# Далар
Далар (вірм. Դալար) — село в марзі Арарат, у центрі Вірменії. Село розташоване на трасі Єреван — Степанакерт, на залізниці Єреван — Єрасх, за 3 км на північний захід від міста Арташата, між селами Мргаван, Беркануш та Баграмян.